# Gododdin

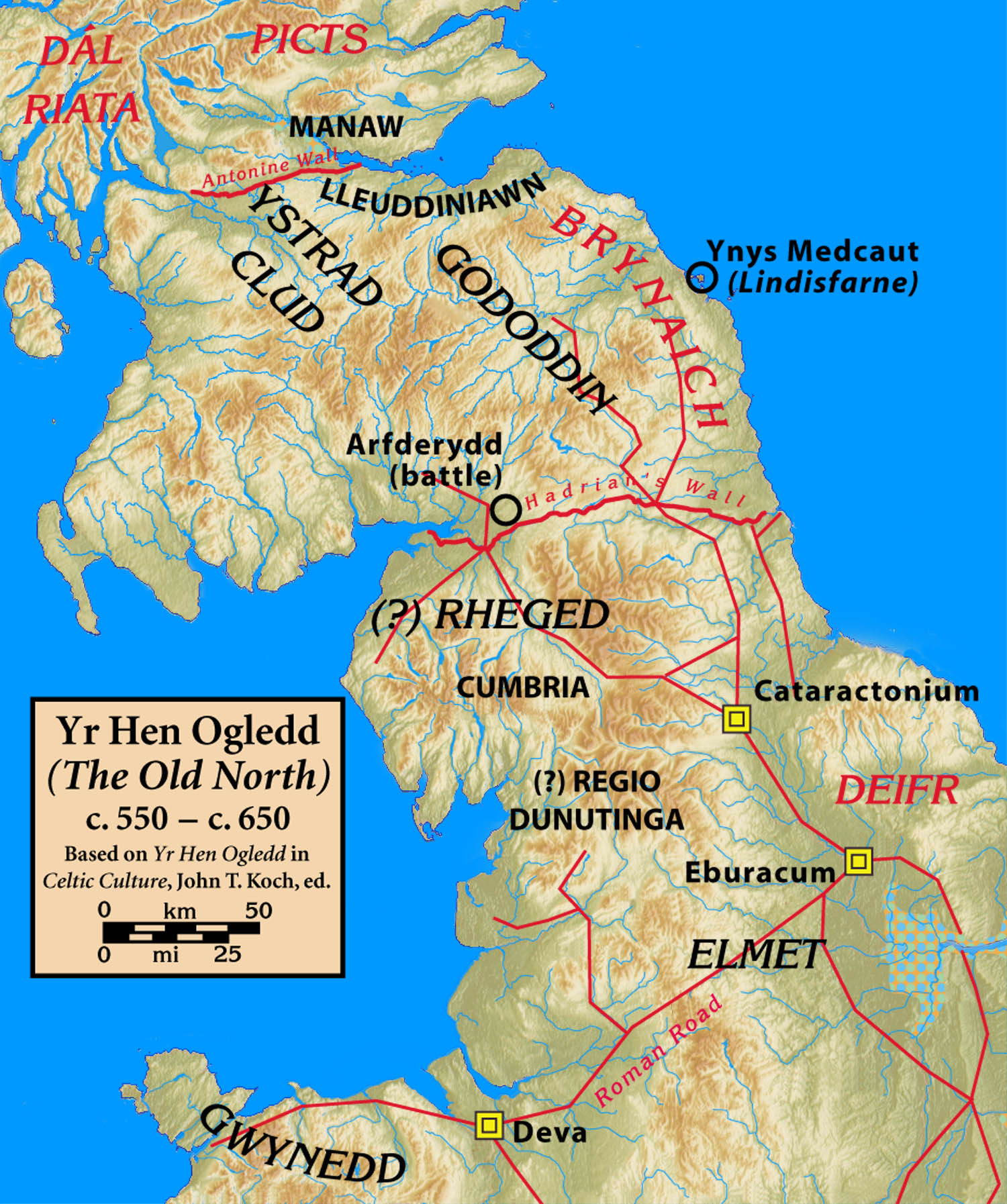
Mapa da antigo norte da Grã-Bretanha (Hen Ogledd) com a localização de Gododdin.

Gododdin foi um reino tribal situado no norte da Grã-Bretanha que existiu na Antiguidade Tardia e Baixa Idade Média. Sua distribuição geográfica abarcava o sul da Escócia moderna e o norte da Inglaterra.
Os Gododdins são mencionados em obras gregas e romanas, mas a referência mais importante a esse povo é o antigo poema Y Gododdin, atribuído ao poeta Aneirin e preservado num manuscrito do século XIII. O poema é uma elegia dedicada a vários guerreiros de Gododdin que caíram numa batalha em Catraeth, possivelmente Cattick na moderna Yorkshire, travada contra os anglos. O poema contém várias menções a Dir Eidyn, a atual Edimburgo, como sendo a sede do reino. 
A caída de Gododdin ocorreu no século VI, quando os anglo-saxões do reino da Nortúmbria conquistaram Edimburgo.